# Стоянович, Славиша
Славиша Стоянович (словен. Slaviša Stojanović; род. 6 декабря 1969, Горни-Деян) — словенский футболист, полузащитник. Ныне — футбольный тренер.

## Биография
Свою игровую карьеру провёл в Словении, играя за «Слован», «Любляну» и «Целе». После окончания игровой карьеры начал тренерскую в «Словане», после чего перешёл в «Домжале», который при его руководстве дважды выигрывал чемпионат страны. Впоследствии также работал с «Целе» и в тренерском штабе Сречко Катанеца в сборной Объединённых Арабских Эмиратов. В дальнейшем тренировал сборную Словении, а летом 2013 года был назначен главным тренером белградского клуба «Црвена звезда». В августе того же года был дисквалифицирован на одну игру Лиги Европы, причиной чего стало его поведение во время матча в Исландии. Словенец привлёк в первую команду молодых игроков, таких как Лука Йович, Марко Груич, Предраг Райкович, Михайло Ристич, Вукашин Йованович.
После завершения работы в белградском клубе Стоянович в сентябре 2014 года перешёл в бельгийский «Льерс». В бельгийским клубе тренер долго не задержался и 28 января 2015 года покинул клуб.
В январе 2016 года специалист возглавил китайский клуб «Чанчунь Ятай». В Китае Стоянович проработал до мая 2016 года.
Следующим клубом специалиста стал латвийский клуб «Рига». Стоянович проработал в должности главного тренера с июля до декабря 2017 года.
1 августа 2018 года Стоянович назначен главным тренером болгарского «Левски».
1 марта 2019 года Стоянович возглавил национальную сборную Латвии. Соглашение со специалистом заключено на 3 года.
20 января 2020 года трудовые отношения были прекращены.
В сезоне 2020/21 снова возглавлял «Левски», в апреле 2021 года тяжело переболел коронавирусом.